# آدم هال (لاعب كرة الريشة)
آدم هال (بالإنجليزية: Adam Hall) هو لاعب كرة الريشة بريطاني، ولد في 12 فبراير 1996 في Irvine, North Ayrshire ‏ في المملكة المتحدة.

## وصلات خارجية
- آدم هال على موقع BWF.tournamentsoftware.com (الإنجليزية)
- آدم هال على موقع BWFbadminton.com (الإنجليزية)